# Ngada
Ngada es uno de los ocho kabupaten en que está dividida la isla de Flores, provincia de Nusa Tenggara Oriental, Indonesia. Su capital es Bajawa. 
Ngada tiene una extensión de 1.620,92 km² y en el año 2008 tenía una población de 133.406 habitantes.

## Turismo
Es una de las regiones más pobres del país, pero su popularidad se está incrementando entre los turistas internacionales.

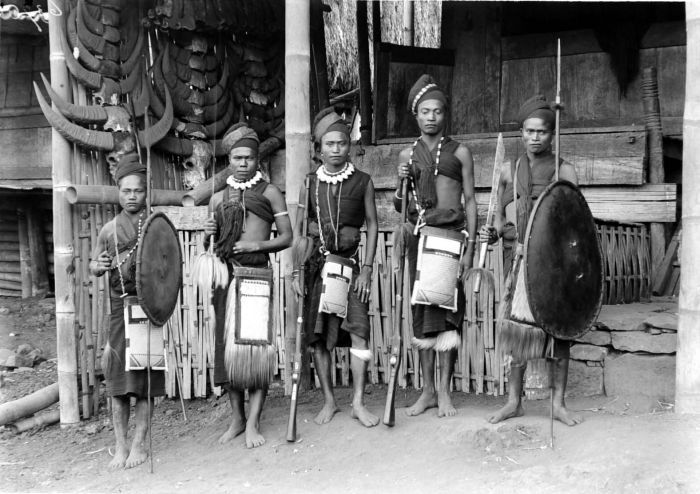
Guerreros Ngada.

- Datos: Q14145